# Asamblea Departamental de Cundinamarca
La Asamblea Departamental de Cundinamarca es una corporación gubernamental del Departamento de Cundinamarca en Colombia. Está compuesta por 16 diputados, quienes representan el poder legislativo autónomo a nivel regional. 
Su sede está ubicada en el edificio piramidal del Centro Administrativo de la Gobernación en Bogotá.

## Funciones
La Asamblea Departamental de Cundinamarca tiene dos funciones esenciales: 
- Las funciones normativas, es decir, la promulgación de ordenanzas ya sea de iniciativa popular, del gobernador o de los diputados, la prestación de servicios a cargo del Departamento, crear, suprimir, agregar o segregar municipios y provincias, determinar la estructura de la administración departamental y establecer los impuestos destinados para la administración pública.
- Las de control político en el cual se hace directo las acciones que haga la Gobernación, secretarios del gabinete y las entidades departamentales descentralizadas.

## Sesiones
La ley 617 de 2000 establece en su artículo 29 los periodos de las sesiones de las Asambleas Departamentales, las cuales sesionaran durante seis meses en forma ordinaria, así:

El primer período será: En el primer año de sesiones, del 2 de enero posterior a su elección, al último día del mes de febrero del respectivo año. En el segundo, tercer y cuarto año de sesiones, el primer período será el comprendido entre el primero de marzo y el treinta de abril; el segundo período será del primero de junio al último día de julio. El tercer período será del primero de octubre al treinta de noviembre. La Asamblea puede sesionar igualmente durante un mes al año de forma extraordinaria que se remunerará proporcionalmente al salario fijado.

## Diputados

### Periodo 2024-2027
Actualmente los diputados de la Asamblea Departamental fueron elegidos el 29 de octubre de 2023, ejercen sus funciones para el periodo constitucional 1 de enero de 2024-31 de diciembre de 2027.
| Partido                                           | Diputado                      |
| ------------------------------------------------- | ----------------------------- |
| Partido Cambio Radical                            | José Nicolás Gómez Medina     |
| Partido Cambio Radical                            | Luis Aroldo Ulloa Linares     |
| Partido Cambio Radical                            | Jorge Humberto Garces         |
| Partido Liberal Colombiano - MAIS                 | Campo Alexander Prieto        |
| Partido Liberal Colombiano - MAIS                 | Hermes Villamil Morales       |
| Partido Liberal Colombiano - MAIS                 | José Ricardo Porras Gómez     |
| Coalición Centro Democrático - Salvación Nacional | Nancy Patricia Gutiérrez*     |
| Coalición Centro Democrático - Salvación Nacional | Sergio Hernan Garzón Gil      |
| Coalición Demócrata - Colombia Justa Libres       | Juan Gabriel Ayala Cardenas   |
| Coalición Demócrata - Colombia Justa Libres       | Arnulfo Andrés Arias Quintero |
| Partido Conservador Colombiano                    | Helio Rafael Tamayo Tamayo    |
| Partido Conservador Colombiano                    | Constanza Ramos Campos        |
| Coalición Partido de la U - MIRA                  | Elica Milena Almansa Varela   |
| Coalición Partido de la U - MIRA                  | Juan Carlos Coy Carrasco      |
| Alianza Verde                                     | Maria Angélica Gómez López    |
| Pacto Histórico                                   | Ivonnet Tapia Gómez           |

*Inicialmente fue candidata a la gobernación en 2023, obtuvo la segunda mejor votación, por lo que en disposición del artículo 25 de la Ley 1909 de 2018, se asigna una curul en la Asamblea.